# Midvinterblot (film)
Midvinterblot är en svensk kortfilm från 1946 i regi av Gösta Werner. Den skildrar suggestivt och blodigt ett vikingatida människoblot. Efter premiär på Stockholms konserthus 1946 visades på den bio 1947 som förfilm till Äga eller inte. Midvinterblot tilldelades priset Charlie.

## Medverkande
- Olof Widgren som berättare
- Gunnar Björnstrand som hövdingen
- Henrik Schildt som offret
- Yngve Nordwall som flertal småroller